# Konstandinos Ikonomidis
Konstandinos Ikonomidis (ur. 2 listopada 1977 w Salonikach) – grecki tenisista, reprezentant w Pucharze Davisa, olimpijczyk z Aten (2004).

## Kariera tenisowa
W gronie profesjonalistów od 1998 roku. W grze pojedynczej wygrał 5 turniejów rangi ATP Challenger Tour.
W 1996 roku zadebiutował w Pucharze Davisa reprezentując Grecję. W swoim pierwszym meczu singlowym pokonał reprezentanta Botswany Thato Kgosimorę 6:2, 6:1. Po raz ostatni zagrał w rywalizacji o Puchar Davisa w 2011 roku.
W 2004 zagrał na igrzyskach olimpijskich w Atenach odpadając z konkurencji gry pojedynczej i podwójnej w 1 rundach.
Najwyżej w rankingu ATP singlistów zajmował 112. miejsce (5 lutego 2007), a w rankingu deblistów 152. pozycję (23 kwietnia 2007).

### Zwycięstwa w turniejach ATP Challenger Tour w grze pojedynczej
| Końcowy wynik | Nr | Data | Turniej    | Nawierzchnia | Przeciwnik        | Wynik finału |
| ------------- | -- | ---- | ---------- | ------------ | ----------------- | ------------ |
| Zwycięzca     | 1. | 2001 | Barcelona  | Ceglana      | Nicolas Coutelot  | 7:6, 6:1     |
| Zwycięzca     | 2. | 2006 | Burnie     | Twarda       | Alun Jones        | 6:4, 6:2     |
| Zwycięzca     | 3. | 2006 | Konstanca  | Ceglana      | Adrian Ungur      | 6:4, 6:4     |
| Zwycięzca     | 4. | 2006 | Cordenons  | Ceglana      | Mathieu Montcourt | 6:3, 6:2     |
| Zwycięzca     | 5. | 2007 | Banja Luka | Ceglana      | Iván Navarro      | 7:6, 6:4     |